# Студёная Гута
Студёная Гута (бел. Студзёная Гу́та) — деревня в Терюхском сельсовете Гомельского района Гомельской области Республики Беларусь.

## География

### Расположение
В 13 км от железнодорожной станции Терюха (на линии Гомель — Чернигов), 36 км на юг от Гомеля.
Поблизости находится много домов отдыха и санаторно-профилактических учреждений.

## Транспортная сеть

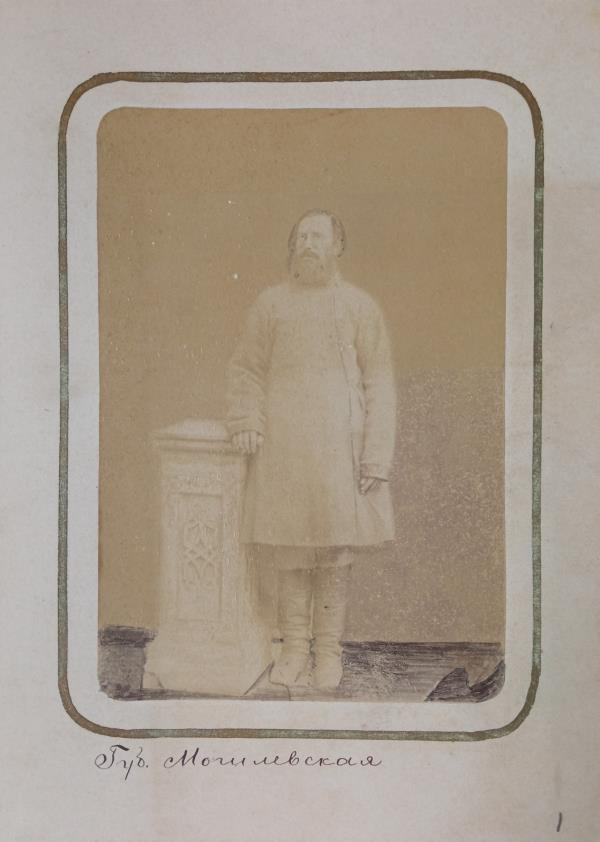
Селянин-белорус в д. Студёная Гута Гомельского повета в верхней одежде. 1877 год.

Автодорога Старые Ярыловичи — Гомель. Планировка состоит из двух прямолинейных улиц, ориентированных с юго-востока на северо-запад по обе стороны ручья Студенец. Застройка деревянная усадебного типа.

## История
Обнаруженные и исследованные археологами находящиеся возле деревни курганы железного века свидетельствуют о заселении этих мест с давних времён. По письменным источникам известна с XVIII века как село возле стекольного завода, в Речицком повете Минского воеводства Великого княжества Литовского.
После 1-го раздела Речи Посполитой (1772 год) в составе Российской империи. С 1775 года во владении фельдмаршала графа П.А. Румянцева-Задунайского, с 1834 года — фельдмаршала князя И.Ф. Паскевича. В 1773 году в Белицком уезде Могилёвской губернии. В 1805 году на стеклозаводе работали 4 печи. Позже было построено 2-этажное здание завода, кузница, столярная мастерская, разные хозяйственные строения и 12 жилых помещений для рабочих. В 1816 году в Климовской экономии Гомельского поместья. Действовал паром (3 км от деревни), в начале 1880-х годов начал работу хлебозапасный магазин. Согласно переписи 1897 года рядом находился одноимённый хутор с постоялым двором.
В 1926 году работали почтовое отделение, школа. С 8 декабря 1926 года по 30 декабря 1927 года и с 16 июля 1954 года до 11 января 1973 года центр Студёногутского сельсовета Дятловичского, с 4 августа 1927 года Гомельского районов Гомельского округа (до 26 июля 1930 года), с 20 февраля 1938 года Гомельской области. В 1930 году организован колхоз, в 1938 году построен клуб. Во время Великой Отечественной войны 28 сентября 1943 года освобождена от оккупантов. 67 жителей погибли на фронте.
В 1959 году в составе совхоза «Социализм» (центр — деревня Терюха). Расположены начальная школа, клуб, библиотека, фельдшерско-акушерский пункт, отделение связи, магазин.

## Население

### Численность
- 2004 год — 77 хозяйств, 148 жителей

### Динамика
- 1773 год — 15 дворов
- 1816 год — 89 жителей
- 1897 год — 101 двор, 611 жителей (согласно переписи)
- 1926 год — 115 дворов, 632 жителя
- 1959 год — 527 жителей (согласно переписи)
- 2004 год — 77 хозяйств, 148 жителей